# Pfarrhaus (Nassenbeuren)

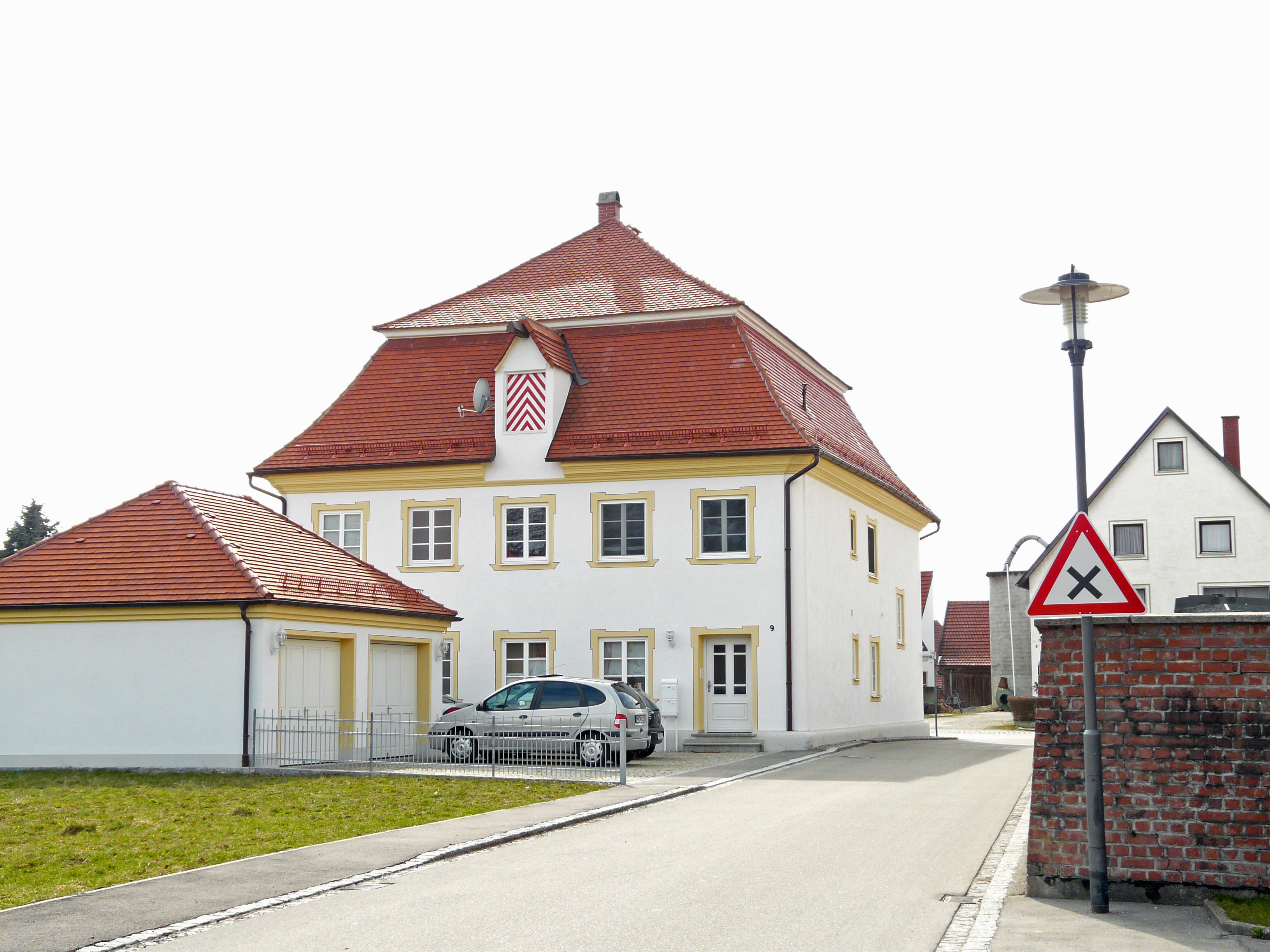
Pfarrhaus in Nassenbeuren

Das Pfarrhaus in Nassenbeuren, einem Ortsteil der Stadt Mindelheim, ist ein denkmalgeschütztes Gebäude im Landkreis Unterallgäu im bayerischen Regierungsbezirk Schwaben.

## Geschichte
Das Gebäude wurde 1796 unter dem Pfarrer Abraham Kerler für 4696 fl. errichtet. In den Jahren 1853, 1969 und zuletzt 2006 fanden Renovierungen statt.

## Baubeschreibung
Der zweigeschossige Bau befindet sich südlich der Kirche St. Vitus. Er besteht aus sieben zu fünf Achsen und besitzt ein reich profiliertes Traufgesims. Gedeckt ist das Pfarrhaus mit einem Mansardenwalmdach. Auf der Südseite führt eine Segmentbogentür mit klassizistischem Schnitzdekor in den Türflügeln in das Innere. Um die Türe ist eine Ädikula aus dorisierenden Pilastern mit Triglyphen und Segmentgiebel angebracht. Sowohl im Mittelflur beider Geschosse, wie auch in den meisten Räumen ist eine Spiegeldecke vorhanden. An diesen sind über der Voute Stuckrahmen mit einspringenden Ecken angebracht. Eine zweiläufige Treppe ist an der Nordwestecke des Hauses eingebaut. Diese besitzt klassizistisches Schnitzdekor am Umkehrpfosten. Ein Saal mit drei Fensterachsen ist im Obergeschoss in der Mitte der Südseite vorhanden.